# ریچارد کانر
ریچارد کانر (انگلیسی: Richard Connor; march ۲۵, ۱۹۳۴ (۹۰ سال) – ۸ ژوئیهٔ ۲۰۱۹) ورزشکار شیرجه اهل ایالات متحده آمریکا بود.
وی در مسابقات کشوری و بین‌المللی در مجموع برندهٔ ۱ مدال برنز شده‌است.